# Pothos ovatifolius
Pothos ovatifolius är en kallaväxtart som beskrevs av Adolf Engler. Pothos ovatifolius ingår i släktet Pothos och familjen kallaväxter. Inga underarter finns listade.